# Metalimnobia hedone
Metalimnobia hedone är en tvåvingeart som först beskrevs av Alexander 1959.  Metalimnobia hedone ingår i släktet Metalimnobia och familjen småharkrankar. Inga underarter finns listade i Catalogue of Life.